# Прагерско
Прагерско (словен. Pragersko) је насељено место у општини Словенска Бистрица, Подравска регија, Словенија.

## Историја
До територијалне реорганизације у Словенији било је у саставу старе општине Словенска Бистрица.

## Становништво
У попису становништва из 2011. године, Прагерско је имало 1.150 становника.
| Број становника према пописима | Број становника према пописима | Број становника према пописима |
| ------------------------------ | ------------------------------ | ------------------------------ |
| 1991                           | 2002                           | 2011                           |
| 1.069                          | 1.101                          | 1.150                          |

Напомена: Године 1988. умањено за део насеља који је припојен насељу Гај.

## Галерија
- детаљ
- улица
- инфо-табла
- дворац
- железничка станица